# Следствие ведут ЗнаТоКи. Динозавр
«Сле́дствие веду́т ЗнаТоКи́. Диноза́вр» — советский детективный телевизионный художественный фильм 1972 года, дело пятое из цикла фильмов «Следствие ведут ЗнаТоКи».

## Сюжет
В подъезде дома ударом ножа тяжело ранен человек по фамилии Серов, который вскоре умер в больнице. Он жил не здесь, родственников и близких приятелей, к которым он часто заходил бы в гости, в подъезде нет. Пожалуй, единственные, к кому он мог прийти, — живущие в одной из квартир подъезда два брата, Игнат и Афанасий Никишины, знакомые с Серовым по играм в домино. Старший Игнат — начинающий художник, младший Афанасий — заканчивает школу. Но что заставило убитого идти к этим, в сущности, совсем не близко знакомым людям?
Расследуя преступление, «Знатоки» выходят на фальшивомонетчика со стажем Сергея Михеева. После длительной отсидки он собрался вновь заняться прежним ремеслом и намеревается поручить Игнату самую тонкую часть работы — изготовление клише. Михеев близко сошёлся с братьями, помогал им деньгами, говоря, что нашёл покупателя гравюр Игната. Водил по ресторанам, приучая к «красивой жизни», и исподволь внушал мысль, что добыча средств на эту красивую жизнь вовсе не обязана быть абсолютно честной. Как выяснилось, Серов раньше хорошо знал Михеева, его уголовное прошлое. Увидев ребят в компании Михеева на футбольном матче, намеревался предупредить их, но не успел. Михеев тоже узнал Серова и, догадавшись о его дальнейших действиях, подкараулил в подъезде и зарезал.
Во время обыска у Михеева обнаруживается письмо его покойной любовницы, из которого следует, что младший Никишин, Афанасий, — его сын. Таким образом, Михеев организует своеобразную «отцовскую» опеку над братьями, вводя их в своё дело. Чтобы сохранить эту личную тайну Михеева, а также чтобы не травмировать юношей, следователь Знаменский идёт фактически на должностное преступление — позволяет Михееву уничтожить письмо, которое могло бы быть приобщено к делу. Это замечает Томин, однако, ознакомившись с письмом, он признаёт правоту Пал Палыча. «Вы не человек, Михеев, вы динозавр. Такие должны вымирать без наследников» — ставит точку Томин.

## Роли исполняют

### В ролях
- Георгий Мартынюк — Павел Павлович Знаменский, следователь
- Леонид Каневский — Александр Николаевич Томин, старший инспектор уголовного розыска
- Эльза Леждей — Зинаида Яновна Кибрит, эксперт-криминалист
- Владимир Самойлов — Сергей Филиппович Михеев, фальшивомонетчик
- Евгений Карельских — Игнат Никишин, старший брат Афанасия, начинающий художник
- Александр Котов — Афанасий (Афоня) Никишин, младший брат Игната, десятиклассник
- Пётр Полев — сосед Серова по дому

### В эпизодах
- В. Васильев
- А. Домарев
- К. Жаркова
- И. Маликова
- В. Мурганов
- И. Орлов
- А. Дзикан
- Е. Дмитриева
- С. Кузнецов
- А. Минорина
- В. Сальников
- Г. Румянцев
- М. Нейман
- Н. Серебренников

## Отзывы
«В «Динозавре» за уголовным инцидентом (ранением дружинника) встаёт дело морально сложное, психологическое, с ревностью, завистью, судьбой старшего и младшего поколений».